# Oriëntatievermogen
Oriëntatievermogen is het vermogen van mens of dier om zijn relatie tot zijn omgeving vast te stellen.
Er worden verschillende aspecten aan het oriëntatievermogen onderscheiden:

## Oriëntatie intijd
Bij de mens gaat het hoe hier om het antwoord op vragen als:
- Hoe laat is het?
- Welke maand?
- Welk seizoen is het?

## Oriëntatie in plaats
Bij de mens gaat het hierbij om vragen als:
- Waar ben ik?
- Waar moet ik naartoe?

Bij gehandicapten, met name bij blinden, kan dit vermogen in meerdere of mindere mate beperkt zijn. In dit gebrek voorziet een blindengeleidehond, maar de wisselwerking tussen dier en baas wordt deels bepaald door de mate waarin het oriëntatievermogen van de laatste beperkt is.
Ook bij niet-gehandicapten speelt dit vermogen een belangrijke rol. Dat belang is sterk voelbaar in de ballonvaart, waar de ballonvaarder ten dele is overgeleverd aan natuurkrachten als de grillen van de wind. Ook in ander vervoer en verkeer kan het van belang zijn: de een loopt, op zoek naar een nieuwe bestemming, urenlang in kringen rond, de ander gaat min of meer recht op het doel af.
Het oriëntatievermogen van dieren laat zich onder meer waarnemen bij de vogeltrek. Aangenomen wordt wel dat vogels zich oriënteren door middel van infrasone trillingen. Ook de vleermuis schijnt door middel van geluid zijn plaats te bepalen. Ook zijn de, min of meer fantastische, verhalen bekend van huisdieren die na vele omzwervingen de nieuwe woning van hun verhuisde eigenaar terugvonden. Het omgekeerde komt ook voor: huisdieren raken verloren doordat zij verdwalen.

## Oriëntatie in persoon
- Wie ben jij?
- Wie ben ik?

Ook dieren beschikken over dit vermogen, getuige de verbeten ruzies en hechte vriendschappen tussen huisdieren. In de natuur is het onderscheiden van prooi of vijand van belang.